# Sambal
Sambal je původem indonéská pálivá kořenící pasta, která se obvykle vyrábí ze směsi pálivých chilli papriček s dalšími přísadami, jako jsou krevetová pasta, šalotka, česnek, zázvor, jarní cibulka, rajče, palmový cukr a limetková šťáva. Některé druhy jsou velmi pálivé, měly by se proto používat velmi opatrně. Tyto kořenící směsi se používají ke všem jídlům, kterým chceme dodat na pikantnosti. Výborně se ale snoubí se sladkokyselými pokrmy, hlavně masitými.
Kromě indonéské kuchyně je sambal rovněž nedílnou součástí singapurské, malajské, brunejské a srílanské kuchyně. Prostřednictvím Indonésanů žijících v zahraničí se sambal rozšířil také do Nizozemska a Surinamu.

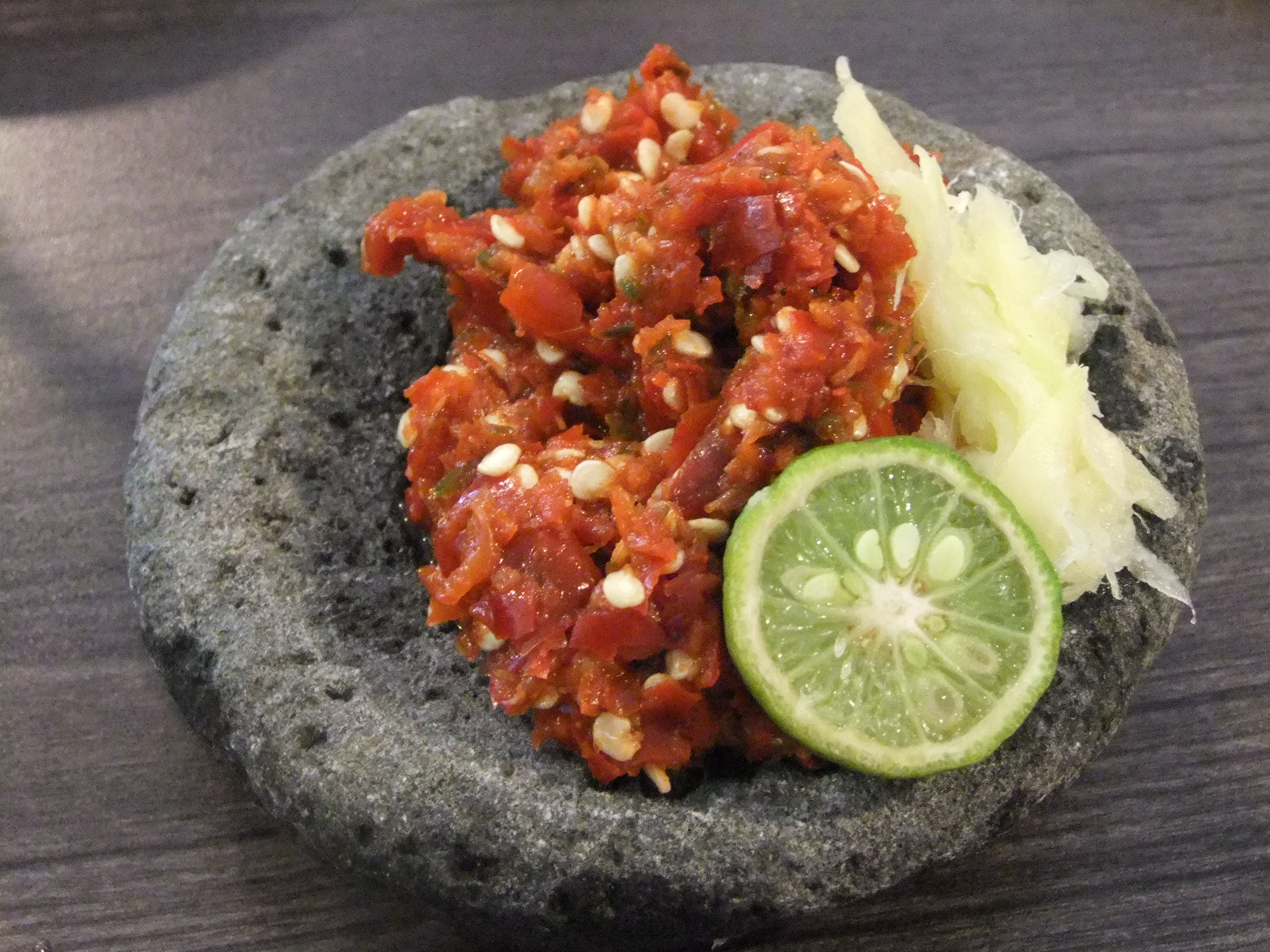
Tradiční sambal jako příloha v kamenném hmoždíři s česnekem a limetkou

V Indonésii existuje více než 200 různých variant sambalu. Mnohé z nich pocházejí z Jávy. Sambal připravovaný podle různých receptů se podává jako pálivá a kořeněná chuťová přísada k pokrmům, jako jsou například syrový zeleninový salát (lalab), grilovaná ryba nebo mořské plody (ikan bakar), smažená ryba či mořské plody (ikan goreng), smažené kuře (ayam goreng), různé druhy mas rozmělněných v hmoždíři se sambalem (penyet) nebo tradiční indonéské polévky (soto).
Hlavní složka sambalu – pálivé chilli papričky – však nepochází z Jihovýchodní Asie, ale z Ameriky. Při přípravě sambalu se běžně používají pálivé chilli papričky druhu paprika setá (Capsicum annuum) či paprika křovitá (Capsicum frutescens). Na indonéské souostroví je v 16. století přivezli v rámci takzvané kolumbovské výměny portugalští a španělští námořníci.

## Původ názvu
Výraz „sambal“ indonéština přejala z javánského ꦱꦩ꧀ꦧꦼꦭ꧀ (sambel).

## Příprava

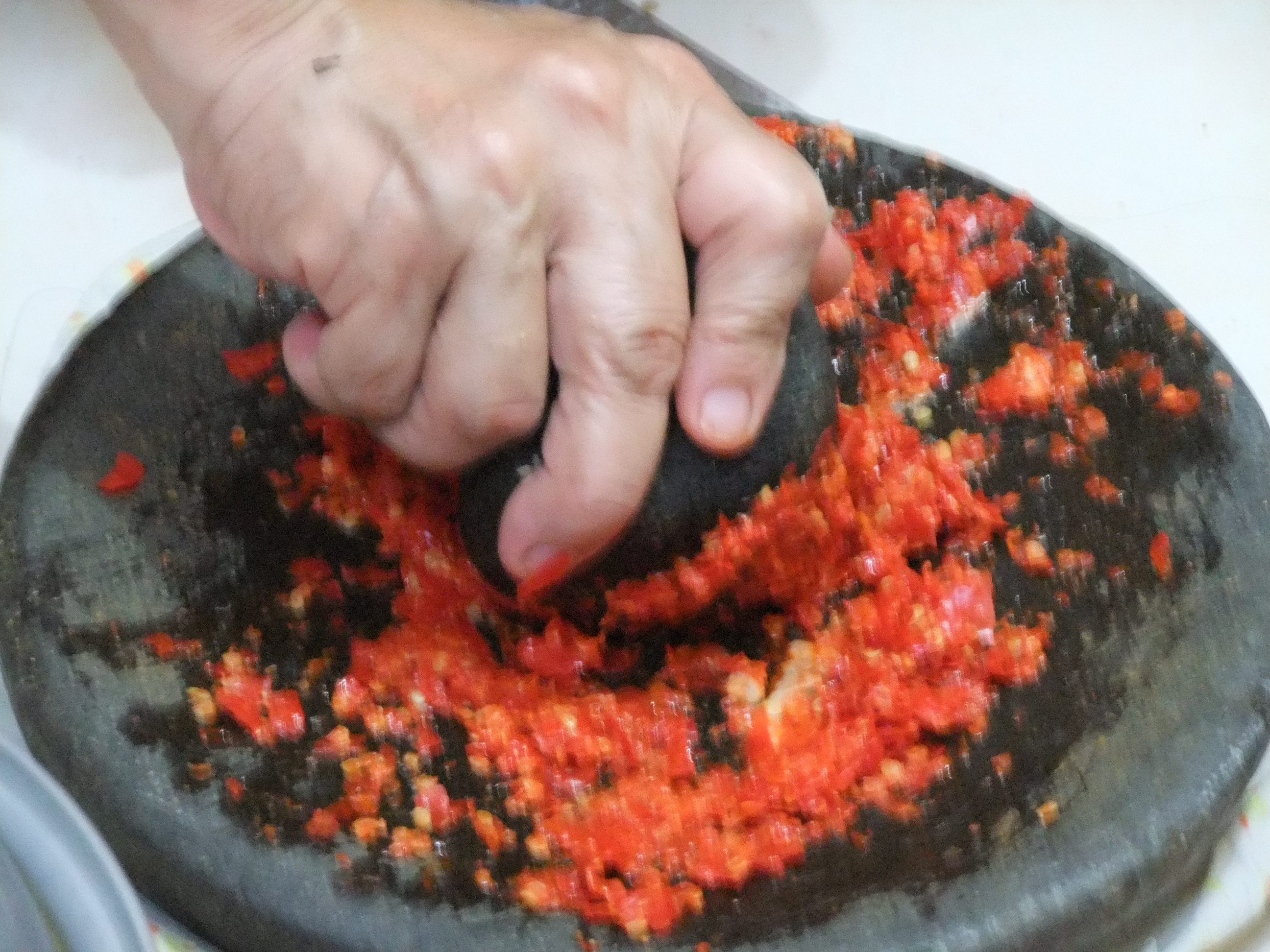
Tradiční způsob přípravy sambalu v kamenném hmoždíři

Tradiční sambaly se připravují pomocí tradičních nástrojů, jako je kamenný hmoždíř cobek a kamenná palička ulekan. V Indonésii existují dvě hlavní kategorie sambalů – vařený (sambal masak) a syrový (sambal mentah). Sambal masak prošel procesem vaření, jehož výsledkem je výrazná chuť a vůně, zatímco syrový sambal mentah se míchá s dalšími přísadami a obvykle se okamžitě spotřebuje. Vařené sambaly jsou rozšířenější v západní Indonésii, zatímco syrové sambaly jsou běžnější ve východní části Indonésie.

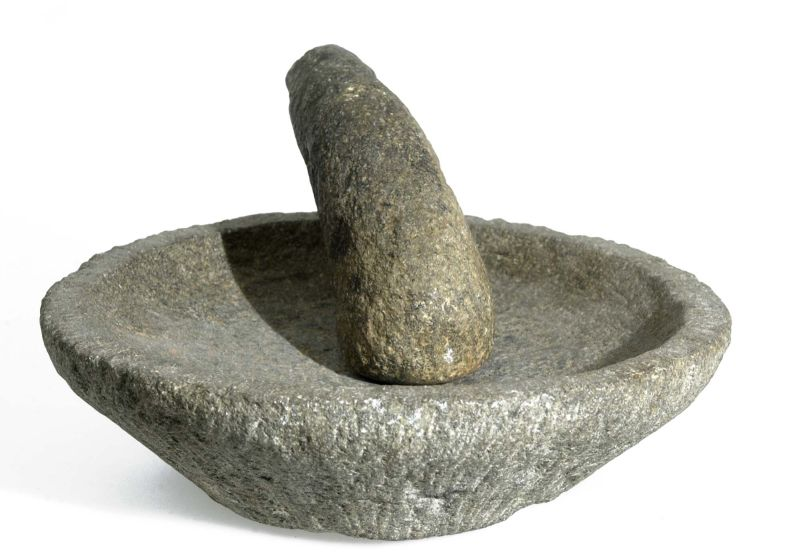
Základními nástroji pro přípravu sambalu jsou hmoždíř cobek a palička ulekan.

Cobek je tradiční indonéský kamenný hmoždíř ve tvaru talíře či misky, který je odvozen z běžného vesnického nádobí z čedičového kamene. Jeho příslušenstvím je podlouhlá palička neboli tlouk ulekan či ulek zhotovená z bambusového kořene nebo z kamene, jíž se drtí potřebné přísady. 
Chilli papričky, česnek, šalotka a rajčata se často roztírají v hmoždíři čerstvé, zatímco krevetová pasta se nejprve smaží nebo praží, aby se zbavila svého štiplavého zápachu a uvolnilo se její aroma. Sambal je možné připravovat ve velkém, protože se dá snadno skladovat v dobře uzavřené skleněné nádobě v lednici po dobu až jednoho týdne. Některé restaurace i domácnosti však dávají přednost přípravě čerstvého sambalu jen několik okamžiků před konzumací, aby se zajistila jeho čerstvost a chuť.  Tento přístup je znám jako sambal dadak (doslovně nepřipravený nebo čerstvě připravený sambal). Nicméně ve většině kiosků, bister a restaurací se sambal většinou připravuje denně ve velkém a nabízí se jako pálivá přísada či ochucovadlo.
V dnešní době lze v Indonésii na tradičních trzích a v obchodech zakoupit předpřipravené či průmyslově vyráběné instantní nebo hotové sambaly. Většina z nich přichází ve skleněných obalech, některé jsou k mání v sáčkovém balení v plastových nebo hliníkových sáčcích. Průmyslově vyráběné instantní sambaly mají ve srovnání s tradičními sambaly díky strojově řízenému výrobnímu procesu často jemnější strukturu, homogennější obsah a hustší konzistenci (jako kečup). Tradičně v hmoždíři připravované sambaly mívají obvykle hrubou strukturu a hutnost. Také v Nizozemsku je řada průmyslově vyráběných sambalů ve skleněných či plastových obalech snadno dostupná téměř ve všech supermarketech a asijských obchodech.